# Милан Милићевић (каменорезац)
Милан Милићевић (1884-1916) из села Лис био је драгачевски каменорез, активан почетком 20. века. Споменике је израђивао широм доњег Драгачева и селима у околини Чачка, поједине заједно са земљаком Драгутином Кириџићем.
Кратко је живео. Учествовао у Балканским и Првом светском рату. Заробљен је
1915, а преминуо у аустроугарском логору 1916. године, о чему сведочи крајпуташ у Лису:
Еј путниче стани овде!
дужнос[т] зове
те прочитај речи ове,
име моје доста је познато,
дични Србин
МИЛАН МИЛИЋЕВИЋ
каменорезац
и одборник овог, с[ела] Лиса.
А бивши војник 4 чете I бата[љона]
10 пука I позива
кои је учествовао у рату,
Турском, Бугарском 1912-1913. г.
и Аустријском,
у 1915. г. заробљен је.
У 32. год[ини] своје старости,
умро је у Хамелу,
10. јануара 1916. год.
и реците
Бог да му душу прости.
Овај тужни спомен подигоше му
стара мајка Риста, супруга Милојка
и синовац Десимир.

## Дело
Споменике је израђивао од меког пуховског пешчара у који је мајсторски урезивао ликове покојника, правилна слова, крстове, кандила, чираке са свећама, симболичне представе голубова који зобљу грожђе и разноврсне употребне предмете који ближе одређују пол, узраст и занимање умрлог.

## Епитафи
Епитафи садрже основне биографске податке. Често су поетски узвишени.
Споменик девојци Крстини Ђорђевић (†1905) (Гуча – Гротница)
Овај Свету мој жалосни цвету,
рано цветаг, па рано увенуг :
као ружа од јаркога сунца
Овде почива раба Божија
КРСТИНА
девојка
кћер Милије П. Ђорђевића
из Гуче
која часно поживи 19 г.
Умрла је 8. децембра: 1905 г.
Овај спомен сподигоше јој
отац Милија, мајка Миленија
браћа Видосав и Милосав и остали
Писа Милан Ђ. Милићевић
из Лиса
Споменик пинтеру Дмитру Обрадовићу (†1912) (Ртари – Рајковача)
У овом мрачном гробу
А вечном дому
тихо почива тјело
ДМИТРА Обрадовића
поштованог грађанина
и домаћина из овога села Ртара
који је поживијо 82 године
А престави се у вечност
10 марта 1912. г.
Поштовани отац
нека тије алал овај дар
који ти прилажем
нека ти је лака земља
коју ти прах костију покрива.
Бог да ти душу опрости.
Спомен подиже син Сретен
Написаше Милан Милићевић
и Драгутин Кириџић
обадва из Лисе